# Callas (cratère)
Pour les articles homonymes, voir Callas.
Callas est le nom d'un cratère d'impact présent sur la surface de Vénus. 
Le cratère a ainsi été nommé par l'Union astronomique internationale en 1991 en hommage à la cantatrice grecque Maria Callas.  
Son diamètre est de 33,8 km. Il se situe dans la région du quadrangle de Sappho Patera (quadrangle V-20). 